# Silnice I/18 (Slovensko)
Silnice I. třídy 18 (I/18) je slovenská silnice I. třídy na trase Žilina – Ružomberok – Poprad – Prešov – Michalovce. Její délka je 304 km. Je to jeden z páteřních slovenských silničních tahů, v úseku Žilina – Prešov postupně nahrazovaný dálnicí D1. V tomto úseku tudy také vede nebo vedla evropská silnice E50.

## Historie
Silnice I/18 byla na Slovensku zřízena v roce 1946 jako jedna ze 16 původních silnic I. třídy v této zemi. Měla zde třetí nejnižší číslo (po 2 a 11). Původně přicházela na slovenské území z českých zemí na horském přechodu Bumbálka/Makov (od roku 1993 hraniční přechod), odkud směrovala přes Bytču do Žiliny, a dále ve stávající trase. V rámci Československa se tehdy jednalo o vůbec nejdelší silnici I. třídy (začínala v Rokycanech, později v Rožmitále pod Třemšínem). V souvislosti s výstavbou přehrady Liptovská Mara (1965–75) byla silnice v úseku Liptovský Michal – Liptovský Mikuláš přeložena z původní polohy podél Váhu několik kilometrů na jih kolem Partizánské Ľupče a Ľúbele. Posléze zde byla nahrazena dálnicí D1.
Úsek silnice z hranice s Českem po Žilinu byl k 1. srpnu 2015 překlasifikován na jiná čísla silnic následovně:
- úsek Makov, státní hranice – Bytča tvoří novou silnici I/10,
- úsek Bytča – Žilina-estakáda byl začleněn do silnice I/61,
- průjezd městem Žilina byl zařazen do nové silnice I/60, která tvoří městský okruh Žiliny.

Na české straně bylo číslo I/18 opuštěno již roku 1997 převedením tohoto úseku pod silnici I/35.

## Průběh

### Žilinský kraj

#### Okres Žilina
Silnice začíná v Žilině křižovatkou s městským okruhem I/60. Kříží se se silnicí III/2084, opouští město a dále se kříží se silnicemi III/2089, III/2088 a III/2087.

#### Okres Martin
Po vstupu silniční komunikace do okresu Martin následuje křižovatka s III/2130. Ve Vrútkách se nachází křižovatka s III/2137. Ve měste Martin se I/18 kříží s obchvatem Martina, s III/2150 a s I/65. Následují křižovatky se silnicemi III/2137 a III/2132 a komunikace vstupuje do Sučan, kde se kříží s III/2138. Potom jsou křižovatky s III/2138, III/2131, III/2135 a III/2134.

#### Okres Dolný Kubín
Silniční komunikace následně vstupuje do dolnokubínského okresu. Tady se kříží s III/2134, III/2245 a s I/70.

#### Okres Ružomberok
V okrese Ružomberok se nejdříve kříží s III/2212, potom v obci Ľubochňa s III/2211 a následně vstupuje do města Ružomberok. Tady se kříží s I/59, III/2219 a III/2228. Po opuštění města se kříží I/18 s III/2214 a III/2220. V Ivachnové se napojuje na D1 a následně na silnice třetí třídy III/2210 a III/2221.

#### Okres Liptovský Mikuláš
Silnice potom vchází do okresu Liptovský Mikuláš. Tady se kříží se silnicemi III/2224, III/2324, III/2345, III/2325, III/2326, III/2328, III/2329, III/2346, III/2330 a s II/584. Silnice potom vstupuje do Liptovského Mikuláše a kříží se se silnicemi III/2333, III/2337, III/2335 a se silnicí III/2338. Silnice potom směřuje do Liptovského Hrádku, kde se kříží s II/537, I/72 a D1. V obci Východná se kříží s III/2343 a s D1.

### Prešovský kraj

#### Okres Poprad
Silnice I/18 nyní vstupuje do okresu Poprad. Před Štrbou se kříží s II/538 a III/3060. V Štrbě se kříží s III/3063, III/2343 a s III/3064. V městě Svit je I/18 křížena III/3065 a za městem II/534. Silnice vstupuje do Popradu a kříží se s I/66 a III/3066. Po výjezdu z Popradu následuje křižovatka s III/3073, v obci Hozelec s III/3067 a v Švábovcích s III/3068 a v Hôrke s II/536.

#### Okres Levoča
Následně I/18 vstupuje do levočského okresu, kde se kříží se silnicemi II/536 a III/3227. Následuje Spišský Štvrtok a křižovatka s III/3200. Mezi Spišským Štvrtkem a Levočí se nacházejí křižovatky s III/3201 a s II/533. V Levoči se kříží s III/3225 a III/3204. Ve směru do Klčova se dvakrát kříží s III/3206 a s III/3208. Následují obce Klčov (křižovatka s III/3209) a Nemešany (III/3220). V Beharovcích se nachází křižovatka s II/547, III/3215 a III/3216. Následuje křižovatka s III/3222, s D1 a se silnicemi III/3261, III/3217, III/3218, III/3219.

#### Okres Prešov
Po vstupu silnice do okresu Prešov následuje křižovatka s III/3420. V obci Široké se kříží s III/3421 a s D1. Dále se nachází III/3422, obec Hendrichovce (III/3177), Bertotovce III/3423 a (III/3426) a Chminianska Nová Ves (III/3427 a III/3428) a křižovatky s III/3429 a III/3430. Silnice následně vstupuje do Malého Šariša (II/546). V Prešově se kříží s I/20 a s III/3450. Následují obce Ľubotice (III/3431), Nižná Šebastová (III/3432, II/545), Kapušany (III/3433, III/3434) a Lada (III/3435, III/3436) a ústí do ní I/21.

#### Okres Vranov nad Topľou
Po vstupu do okresu Vranov nad Topľou se silnice kříží s III/3600 a s III/3601. I/18 následně vstupuje do obce Pavlovce s křižovatkami s III/3602, III/3603 a III/3604 a do Hanušoviec nad Topľou (II/556 a III/3605). Následují obce Bystré (III/3607), Čierne nad Topľou (III/3608), Soľ (III/3612 a III/3614), Čaklov (III/3622) a vstupuje do Vranova nad Topľou. Ve Vranově nad Topľou se kříží s I/79, III/3618, I/15, III/3617, III/3620, III/3636. V obci Nižný Hrabovec se kříží s II/554.

### Košický kraj

#### Okres Michalovce
Po vstupu do okresu Michalovce se silnice I/18 kříží s III/3735, III/3730 a v Michalovcích ústí do silnice I/19.

## Galerie

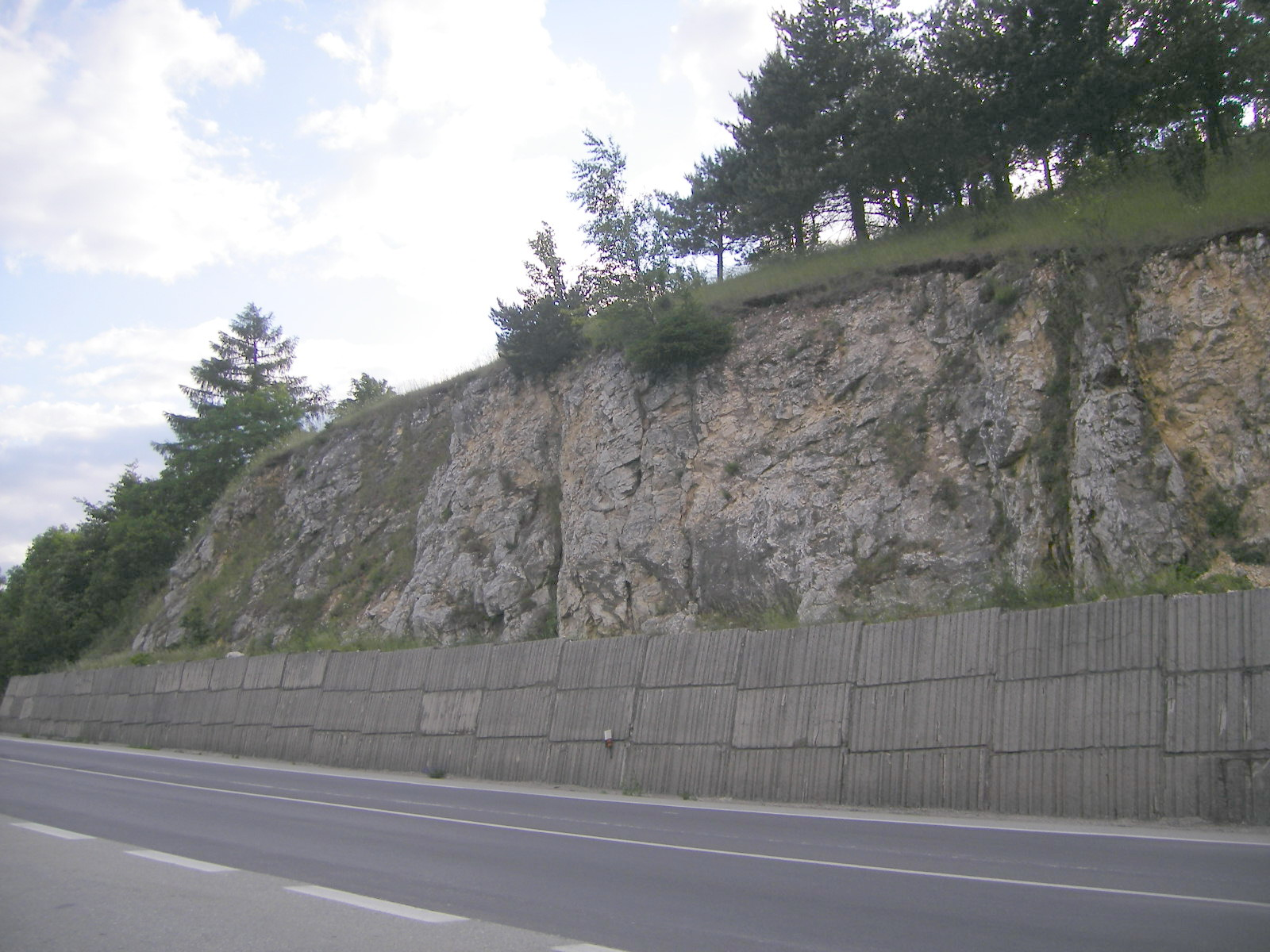
I/18 u Ratkova
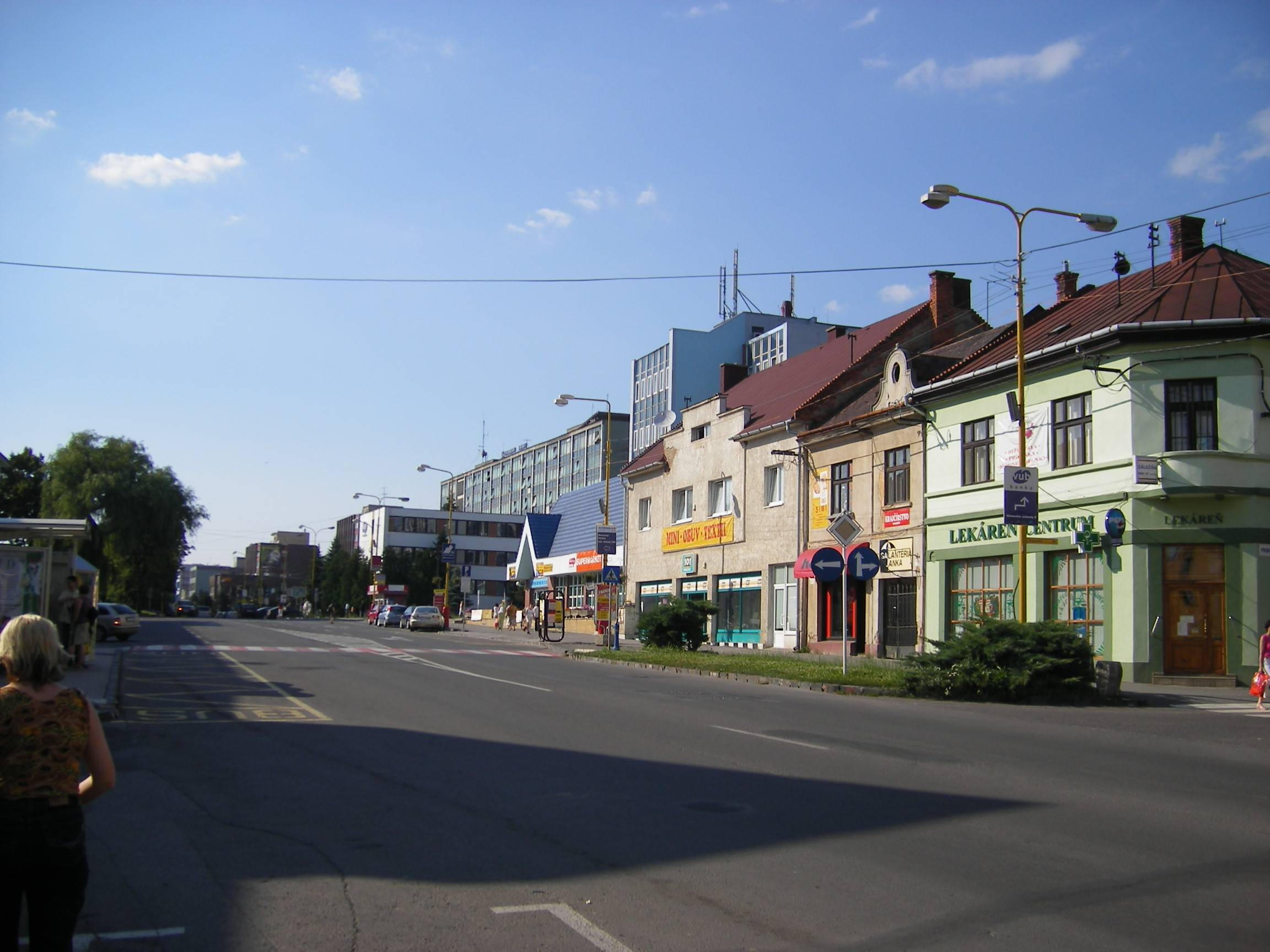
I/18 ve Vranově nad Topľou
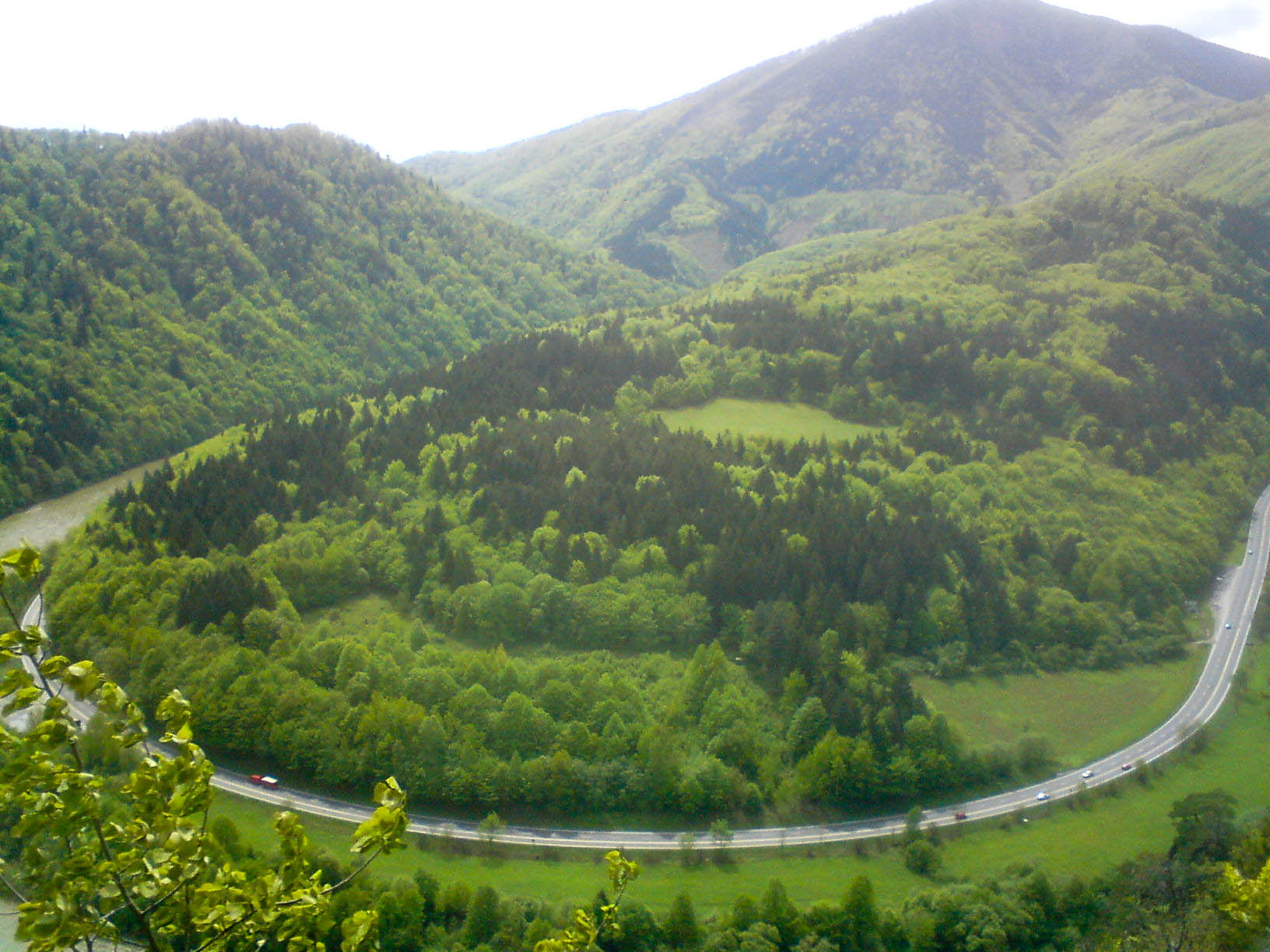
I/18 obcházející Domašínsky meander na trase Žilina, Martin